# Тополевка (Жетысуская область)
Тополевка (каз. Тополевка) — село в Саркандском районе Жетысуской области Казахстана. Входит в состав Екиашинского сельского округа. Код КАТО — 196039200.
Основан копальскими, лепсинскими  и сибирскими казаками как выселок Тополёвский (Теректинский, Котур-кала) в 1873 г., затем в 1913 г.  возведён в станицу.

## Население

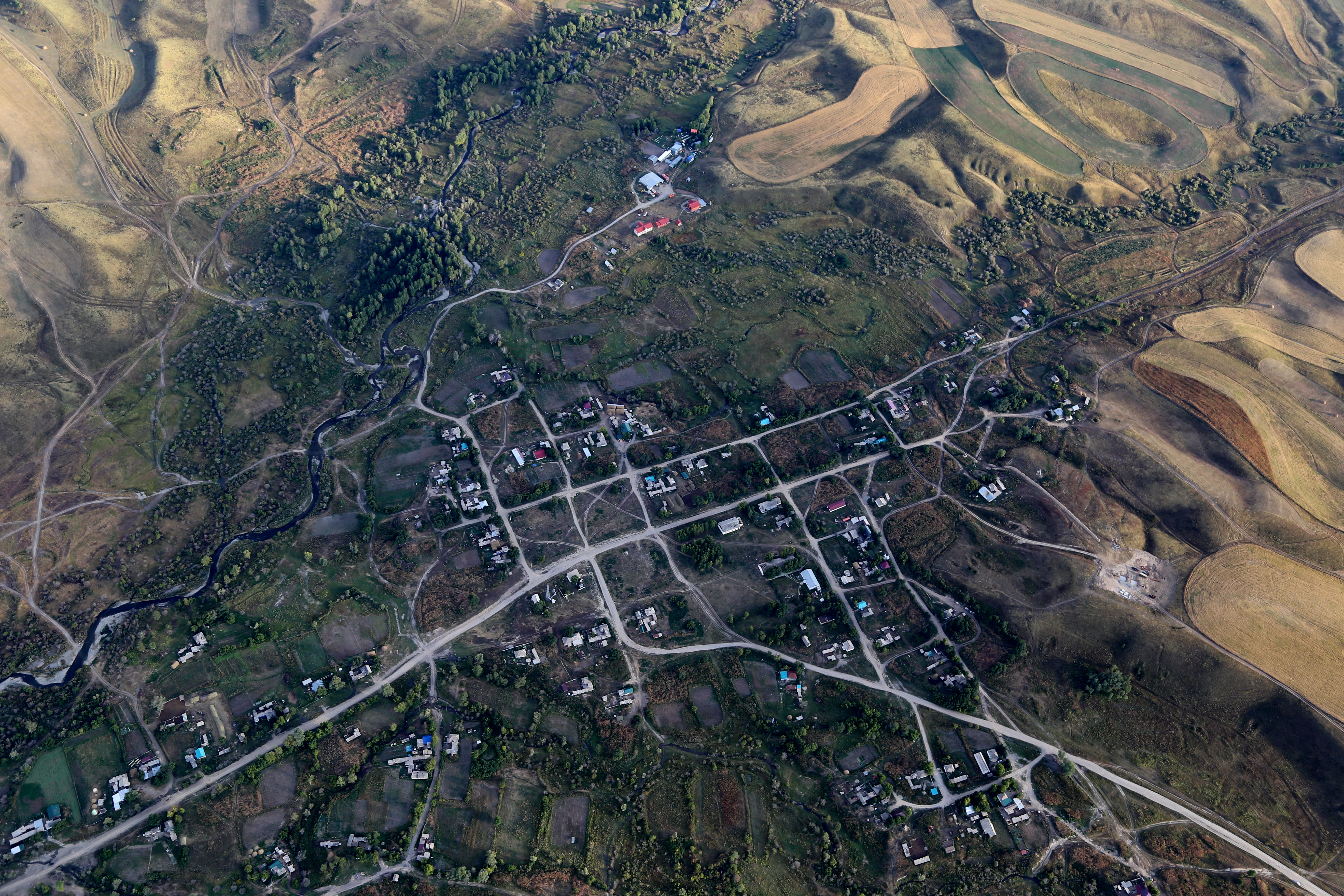
Село Тополевка

В 1999 году население села составляло 507 человек (257 мужчин и 250 женщин). По данным переписи 2009 года, в селе проживало 387 человек (203 мужчины и 184 женщины).